# Böblingen
Böblingen är en stad i Baden-Württemberg i Tyskland och huvudort i Landkreis Böblingen. Staden är hopvuxen med Sindelfingen och har cirka 52 000 invånare.

## Historia
Böblingen grundades 1253 av greve Wilhelm von Tübingen-Böblingen. Staden tillfördes Württemberg 1357 och utgjorde den 12 maj 1525 slagfält för ett av de blodigaste slagen under Tyska bondekriget. Georg Truchsess von Waldburg-Zeil anföll 15 000 väpnade bönder, 3 000 dödades. Vid trettioåriga krigets slut var Böblingens folkmängd nere på 600 invånare.
När kungariket Württemberg hade bildats blev Böblingen 1818 säte för ett oberamt (ett administrativt område). Staden anslöts till järnvägsnätet 1879, vilket banade väg för industrialiseringen. Vid den administrativa reformen 1938 omvandlades Böblingen Oberamt till Böblingen Landkreis.
Under Andra världskriget hyste staden en av Luftwaffes flygbaser. Vid krigsutbrottet var den hemmabas för I/JG 52 (Första gruppen av jaktflottiljen JG 52) med jaktplanet Messerschmitt Bf 109 E-1.
På kvällen den 7 oktober 1943 förstördes sjuttio procent av den gamla stadskärnan i en bombattack. De allierade styrkorna släppte 408 brandbomber och 35 sprängbomber. 20 män, 12 kvinnor och 12 barn dödades, 200 personer skadades och 1 735 personer förlorade sina hem i attacken. I juli 1944 följde en ny attack, i vilken 36 civila dödades.
1962 blev Böblingen en "Große Kreisstadt". Stadens nuvarande gränser fastställdes 1971 när den slogs samman med Dagersheims kommun.

## Befolkningsutveckling
| Tidpunkt        | Folkmängd |
| --------------- | --------- |
| 1598            | ca. 800   |
| 1654            | 628       |
| 1803            | 2 125     |
| 1823            | 2 549     |
| 1843            | 3 504     |
| 1861            | 3 287     |
| 1 december 1871 | 3 826     |
| 1 december 1880 | 4 365     |
| 1 december 1890 | 4 659     |
| 1 december 1900 | 5 303     |
| 1 december 1910 | 6 019     |
| 16 juni 1925    | 7 227     |
| 16 juni 1933    | 7 998     |

| Tidpunkt          | Folkmängd |
| ----------------- | --------- |
| 17 maj 1939       | 12 560    |
| 1946              | 10 809    |
| 13 september 1950 | 12 601    |
| 6 juni 1961       | 25 366    |
| 27 maj 1970       | 35 925    |
| 31 december 1975  | 40 547    |
| 31 december 1980  | 41 505    |
| 27 maj 1987       | 42 589    |
| 31 december 1990  | 44 903    |
| 31 december 1995  | 46 516    |
| 31 december 2000  | 45 637    |
| 30 september 2004 | 46 064    |
| 31 december 2009  | 46 198    |

## Kommunikationer
Böblingen kan lätt nås med alla typer av transportmedel.

### Flygplats
Böblingen ligger cirka 20 minuter från Stuttgarts flygplats med pendeltåg.

### Vägnät
Motorvägarna A8 och A81 möts strax nordost om Böblingen. A81 går strax norr om staden.

### Järnväg
Böblingen ligger på Gäubahn-sträckan mellan Stuttgart och Singen. Pendeltågstrafik avgår varje timme.

### Lokaltrafik
Lokaltrafiken i Böblingen är samordnad inom ramen för Verkehrs- und Tarif Verbund Stuttgart. Via pendeltågslinjen S1 (Plochingen–Stuttgart–Herrenberg) står Böblingen i kontakt med Stuttgart och därmed Stuttgarts pendeltågsnätverk. Restiden till Stuttgart är cirka 25 minuter.
1996 återöppnades Schönbuchbahn till Dettenhausen och 2004 inleddes arbetet med att kunna återöppna Rankbachbahn till Renningen.
Utöver centralstationen finns i Böblingen ytterligare två stationer längs S1, Goldberg och Hulb, samt fyra stationer längs Schönbuchbahn, Danziger Strasse, Böblingen Süd, Heusstieg Strasse och Zimmerschlag.
Utöver detta finns också flera busslinjer.

## Militär
I staden finns den amerikanska militärbasen Panzer Kaserne, tidigare en tysk militärbas under andra världskriget. Sedan 1993 finns där högkvarteret för United States Marine Forces Europe and Africa.

## Utbildning
I Böblingen finns bland annat:
- Tre kombinationsskolor grundskola/Hauptschule: Eichendorff Grund-und Hauptschule (GHS), Theodor Heuss GHS och Rappenbaum GHS.
- Två realskolor: Albert-Schweitzer och Friedrich-Schiller.
- Fyra gymnasier: Albert-Einstein, Lise-Meitner, Max-Planck och Otto-Hahn Gymnasium
- Två skolor för elever med särskilda behov
- Flera yrkesskolor
- Sju privata primärkolor: Eduard-Moerike, Erich-Kaestner, Friedrich-Silcher, Justinus-Kerner, Ludwig UHL, William Striking och Dagersheim
- På den amerikanska flygbasen finns en amerikansk "grade school".

## Museer
Zehntscheuer, byggt 1593, inrymmer Böblingens stadsgalleri och ett bondekrigsmuseum. I staden finns också Tysklands slakterimuseum.

## Byggnader

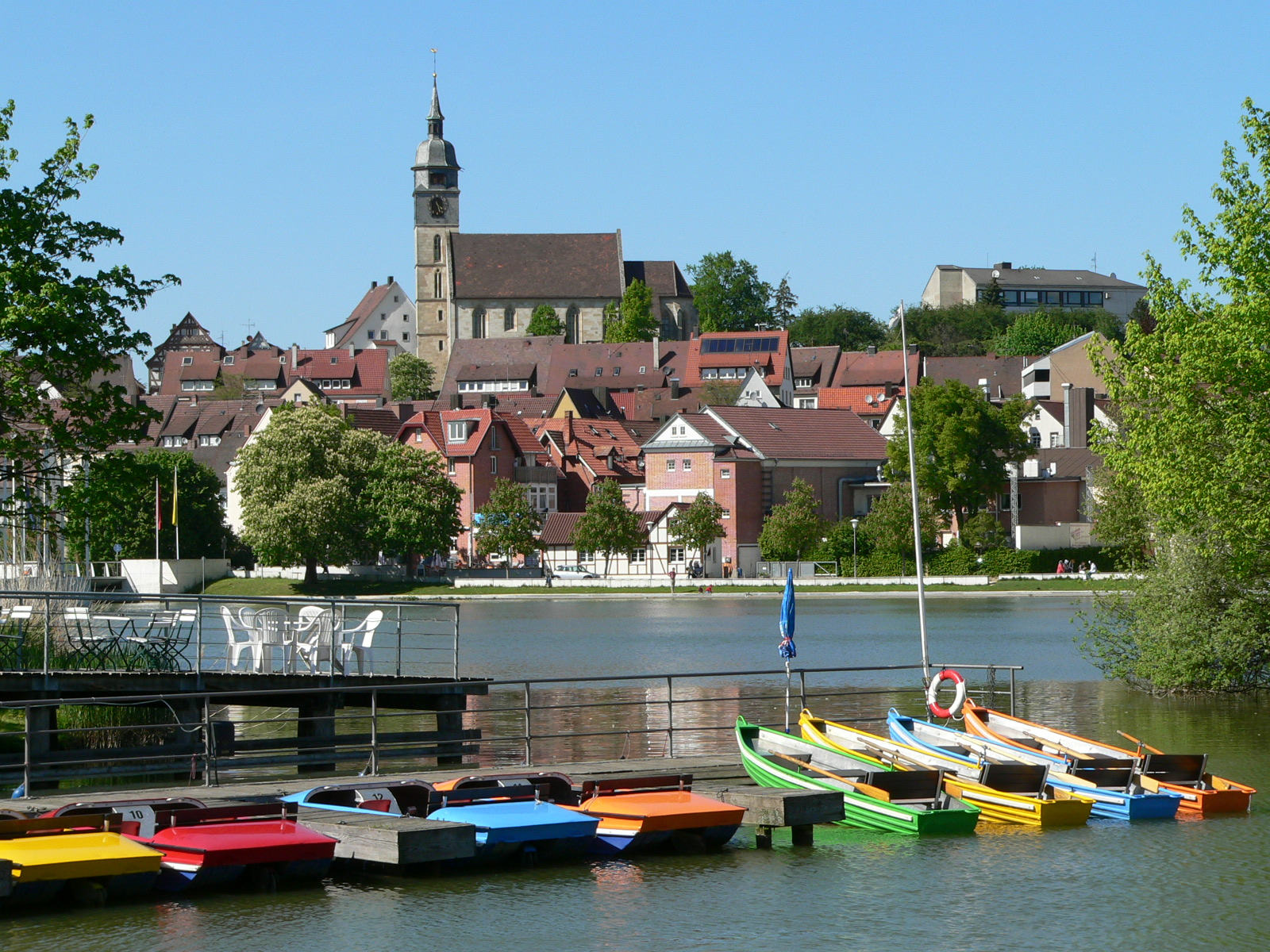
Dionysiuskyrkan bortom Oberersjön

Den evangeliska församlingskyrkan vid torget är stadens viktigaste landmärke. Kyrkan förstördes under Andra världskriget, men återuppfördes efter krigsslutet. Den nerlagda Böblingens flygplats är känd för ett kort flygbesök av Hitler. Skyskrapan Orplid är byggd av Hans Scharoun, förespråkare för organisk arkitektur. I staden finns också Böblingen-Waldburgs vattentorn och bordellen C33.

## Evenemang
Flera årliga marknader arrangeras på torget och vid Slottsplatsen samt vid sjöarna, bland annat "Böblinger Jahrmarkt" i juli, en vinfestival i september och en julmarknad i december. Under samlingsnamnet "Böblinger Sommer am See" arrangeras årligen över sextio evenemang vid stadens två sjöar under sommarmånaderna. Det anordnas också regelbundet konserter och andra evenemang i stadshuset och kongresscentrum.

## Ekonomi
Flera stora företag har sina säten i Böblingen/Sindelfingen:
- Keysight Technologies (Elektronisk test och mätning)
- Avago Technologies (Halvledare)
- Daimler AG (Bilar)
- Hewlett-Packard (Datorer. mjukvara och tjänster)
- IBM (Datorer. mjukvara och tjänster)
- NXP (Halvledare)
- Philips (Medicinska monitorer)
- Verigy (Test av halvledare)
- Softpro (Elektronisk signaturverifikation)

Böblingen tillsammans med Sindelfingen kan kallas för ett centrum för såväl motor- som datorindustri. Daimler AG utvecklar och tillverkar Mercedes lyxbilar i området.
Hewlett-Packard och IBM utvecklar datorsystem, mjukvara och elektronikprodukter i området. Böblingen var tidigare också att av Europas viktigare centrum för datortillverkning.

## Vänorter
- Glenrothes, Skottland
- Pontoise, Frankrike
- Sittard-Geleen, Nederländerna
- Bergama, Turkiet
- Alba, Italien
- Sömmerda, Tyskland